# Polydorella dawydoffi
Polydorella dawydoffi är en ringmaskart som beskrevs av Radashevsky 1996. Polydorella dawydoffi ingår i släktet Polydorella och familjen Spionidae. Inga underarter finns listade i Catalogue of Life.